# Коропион
Коропи́он, также Коропи́ (греч. Κορωπίον ή Κορωπί) — город в Греции. Расположен на высоте 100 метров над уровнем моря, на восточном склоне Имитоса, на краю равнины Месогея, в 8 километрах к юго-западу от Афинского международного аэропорта «Элефтериос Венизелос» и в 16 километрах к юго-востоку от центра Афин. Административный центр общины Кропия в периферийной единице Восточная Аттика в периферии Аттика. Население 19 164 жителя по переписи 2011 года.
В Коропионе есть несколько византийских церквей: Святого Луки, Святого Николая, Святого Пантелеимона, Святого Петра, Святого Димитрия, Святой Троицы и другие. Монастырь святой великомученицы Екатерины принадлежит юрисдикции ИПЦ Греции (предстоятель Кирик (Кондояннис)).
Проспект Лавриу пересекает город. Восточнее проходит национальная дорога 89. В Коропионе находится железнодорожная станция и станция Афинского метрополитена «Коропи».

## История
В античной географии Кропия (др.-греч. Κρωπιά) — дем Древних Афин в аттической филе Леонтида. На месте современной общины Кропия находился дем Сфетт (Σφηττός), относящийся к филе Акамантида. 
Около Коропи в 1962 году обнаружена подписная база статуи (вероятно конной) известного философа-тирана Афин Деметрия Фалерского, которая была поставлена народом дема Сфетта. Это подтверждает местонахождение дема. Диоген Лаэртский сообщает о 360 статуях Деметрия Фалерского, изготовленных менее чем за год и уничтоженных после падения тирана. Это вторая найденная база статуи Деметрия Фалерского. Обломки надписи, сделанной на базе статуи, найдены в 5 км к западу от Коропи в 1967—1970 гг. Правая сторона утрачена. Изготовивший её скульптор IV века до н. э. Антигнот более не известен. База статуи была использована вторично.
Прежде город назывался Курсалас (Κουρσαλάς).

## Сообщество Кропия
Община Кекропия создана в 1840 году (ΦΕΚ 22Α) с центром Курсалас. В 1842 году община переименована в Кропия. В 1912 году (ΦΕΚ 262Α) община упразднёна и создано сообщество. В 1946 году (ΦΕΚ 262Α) община вновь создана. В сообщество входят пять населённых пунктов. Население 30 307 жителей по переписи 2011 года. Площадь 102 квадратных километра.
| Населённый пункт | Население (2011), человек |
| ---------------- | ------------------------- |
| Айия-Марина      | 4462                      |
| Айос-Димитриос   | 1011                      |
| Карелас          | 1579                      |
| Кици             | 4091                      |
| Коропион         | 19 164                    |

## Население
| Год  | Население, человек |
| ---- | ------------------ |
| 1991 | 12 945             |
| 2001 | 16 226             |
| 2011 | ↗ 19 164           |